# Турилик
Туриликът (Burhinus oedicnemus), също сивоок или жълтоок дъждосвирец, е птица от семейство Туриликови (Burhinidae). Среща се и в България, където е уязвим вид, включен в Червената книга на България и в Закона за биологичното разнообразие.

## Физически характеристики
Дължина на тялото 41 – 43 cm. Размах на крилата 81 – 87 cm. Среща се предимно привечер, сутрин рано и нощем, рядко денем. Лети и бяга добре. Излита след леко разбягване. Има характерна външност, която го отличава от другите дъждосвирцови птици. Общата му сивокафява окраска е с тъмни продълговати резки. Очите са големи, жълти. Клюнът в основата си е жълт, на върха черен. Краката са жълти. При полет на крилете се виждат две бели ивици, а след кацане се вижда едната. Глас — продължителен и звънтящ „тур-ли, буули, були були, туру-туру лик“, който през брачния период се чува непрекъснато нощем.

## Разпространение
Гнезди петнисто от Пиренейския полуостров и Англия на изток до Волжко-Уралското междуречие, на север до бреговете на Балтийско море, Средна Украйна. На юг до Средиземно море. Зимува на Пиренейския и Арабския полуостров, в Северна и Средна Африка.
В България гнезди по Черноморието, най-много в Добруджа, по-рядко във вътрешността на Южна България. Ежегодно в страната мътят 30-60 птици.

## Начин на живот и хранене
Храни се с едри насекоми, охлюви, червеи, гущери, дребни гризачи.

## Размножаване
Моногамни. Двойките се оформят април – май. Снасят яйцата направо на земята или в леко утъпкана трапчинка. Мътилото е от 2-3 яйца.